# Drzewo genealogiczne władców Badenii

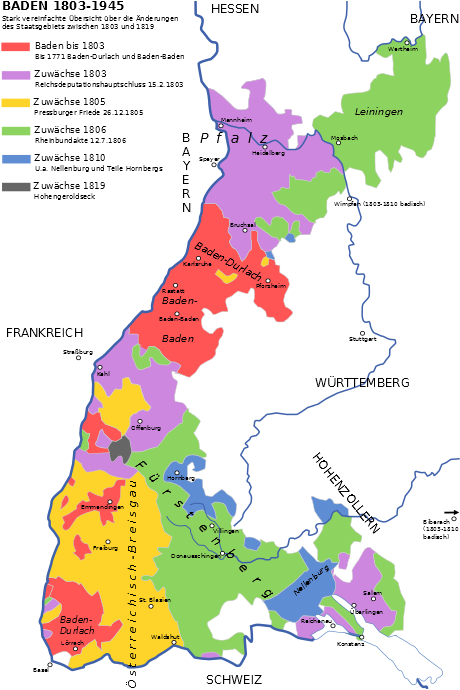

Drzewo genealogiczne władców Badenii – prezentuje powiązania genologiczne i koligacje władców rozlicznych państw składających się na historyczną krainę Badenię w zachodnich Niemczech.
```
Herman II (?-1130), margrabia Badenii (1112-1130)
X Judyta Hohenberg (?-1121)
│
└─> 
Herman III
 (1105-1160), margrabia Badenii (1130-1160)
   X(1) 
Berta Hohenstauf
 (?-1162)
   X(2) 
Maria Czeska

   │
   └1> Herman IV (1135-1190), margrabia Badenii (1160-1190)
       X Berta z Tübingen (?-1169)
       │
       ├─> Herman V (-1243), margrabia Baden-Baden (1190-1243)
       │   X Irmingarda Reńska (1200-1260)
       │   │
       │   ├─> 
Herman VI
 (1225-1250), margrabia Baden-Baden (1243-1250)
       │   │   X 
Gertruda Austriacka
 (1226-1299)
       │   │   │
       │   │   └─> Fryderyk I (1249-1268), margrabia Baden-Baden (1250-1268)
       │   │
       │   └─> Rudolf I (1230-1288), margrabia Baden-Baden(1243-1288)
       │       X Kunegunda Eberstein (1230-1290)
       │       │
       │       ├─> Hesso (1268-1297), margrabia Baden-Baden (1288-1297)
       │       │   X(1) Klara z Klingen
       │       │   X(2) Irmengarda Wittemberska
       │       │   X(3) Adelajda Reineck (?-1299)
       │       │   │
       │       │   ├1> Hermann VIII (?-1353), margrabia Baden-Pforzheim (1291-1300)
       │       │   │
       │       │   └3> Rudolf-Hesso (?-1335), margrabia Baden-Baden (1332-1335)
       │       │
       │       ├─> Rudolf II (?-1295), margrabia Baden-Baden (1288-1295)
       │       │   X Adelajda Ochsenstein (?-1314)
       │       │
       │       ├─> Rudolf III (?-1332), margrabia Baden-Baden(1288-1332)
       │       │   X Jutta Strassberg (?-1327)
       │       │
       │       └─> Herman VII (1266-1291), margrabia Baden-Baden (1288-1291)
       │           X Agnieszka Truhendingen (?-1309)
       │           │
       │           ├─> Fryderyk II (?-1333), margrabia Baden-Eberstein (1291-1333)
       │           │   X Agnieszka Weinsberg (?-1320)
       │           │   │
       │           │   └─> Herman IX (?-1353), margrabia Baden-Eberstein (1333-1353)
       │           │
       │           └─> Rudolf IV (?-1348), margrabia Baden-Pforzheim (1291-1300)
       │               X Luitgarda Bolanden (?-1324)
       │               │
       │               ├─> Rudolf V (?-1361), margrabia Baden-Pforzheim (1348-1361)
       │               │
       │               └─> Fryderyk III (1327-1353), margrabia Baden-Baden (1348-1353)
       │                   X Małgorzata Baden-Baden
       │                   │
       │                   └─> 
Rudolf VI
 (?-1372), margrabia Baden-Baden (1353-1372)
       │                       X Matylda Sponheim (?-1407)
       │                       │
       │                       ├─> Rudolf VII (?-1391), margrabia Baden-Baden (1372-1391)
       │                       │
       │                       └─> Bernard I (1364-1431), margrabia Baden-Baden (1391-1431)
       │                           X(1) Małgorzata Hohenberg (?-1419)
       │                           X(2) Anna Oettingen (1380-1436)
       │                           │
       │                           └2> Jakub I (1407-1453), margrabia Baden-Baden (1431-1453)
       │                               X Katarzyna Lotaryńska (1407-1439)
       │                               │
       │                               ├─> Bernard II (1428-1458), margrabia Baden-Baden (1453-1458)
       │                               │
       │                               └─> Karol I (1425-1475), margrabia Baden-Baden (1458-1475)
       │                                   X Katarzyna Austriacka (1420-1493)
       │                                   │
       │                                   └─> 
Krzysztof I
 (1453-1527), margrabia Baden-Baden (1475-1515)
       │                                       X Ottylia Katzenelnbogen (1451-1517)
       │                                       │
       │                                       ├─> Filip I (1478-1533), margrabia Baden-Sponheim (1515-1533)
       │                                       │
       │                                       ├─> Bernard III (1474-1536), margrabia Baden-Baden (1515-1536)
       │                                       │   X Franciszka Luxemburg (?-1566)
       │                                       │   │
       │                                       │   ├─> Krzysztof II (1537-1575), margrabia Baden-Rodemarchern (1537-1575)
       │                                       │   │   X 
Cecylia Waza
 (1540-1627)
       │                                       │   │   │
       │                                       │   │   ├─> Filip III (1567-1620), margrabia Baden-Rodenheim (1575-1620)
       │                                       │   │   │
       │                                       │   │   └─> Edward Fortunatus (1565-1600), margrabia Baden-Rodemarchern (1575-1596), margrabia Baden-Baden (1588-1596)
       │                                       │   │       X Maria Eicken (?-1636)
       │                                       │   │       │
       │                                       │   │       ├─> Herman Fortunatus (1595-1665), margrabia Baden-Rodemarchern (1622-1664)
       │                                       │   │       │   X Antonina Criechingen (?-1635)
       │                                       │   │       │   │
       │                                       │   │       │   └─> Karol Wilhelm (1627-1666), margrabia Baden-Rodemarchern (1664-1666)
       │                                       │   │       │
       │                                       │   │       └─> Wilhem (1593-1677), regent Baden-Baden (1622-1677)
       │                                       │   │           X Katarzyna-Urszula Hohenzollern–Hechingen (1610-1640)
       │                                       │   │           │
       │                                       │   │           └─> Ferdynand-Maksymilian (1625-1669)
       │                                       │   │               X Ludwika Krystyna Savoie-Carignan (1627-1689)
       │                                       │   │               │
       │                                       │   │               └─> 
Ludwik-Wilhelm
 (1655-1707), margrabia Baden-Baden (1677-1707)
       │                                       │   │                   X Sibylla Augusta Sachsen-Lauenburg (1675-1733), regentka Baden-Baden (1707-1727)
       │                                       │   │                   │
       │                                       │   │                   ├─> Ludwik-Jerzy (1702-1761), margrabia Baden-Baden (1727-1761)           
       │                                       │   │                   │  X (1) Maria Anna Schwarzenberg (1706-1755)
       │                                       │   │                   │  X (2) Maria Anna Józefa Bawarska (1734-1776
       │                                       │   │                   │
       │                                       │   │                   └─> August-Jerzy (1706-1771), margrabia Baden-Baden (1761-1771)
       │                                       │   │                       X Maria Wiktoria Arenberg (1714-1793)
       │                                       │   │                       
       │                                       │   └─> Filibert (1536-1569), margrabia Baden-Baden (1536-1569)
       │                                       │       X Matylda Bawarska (1532-1565)
       │                                       │       │
       │                                       │       └─> Filip II (1559-1588), margrabia Baden-Baden (1569-1588)
       │                                       │
       │                                       └─> 
Ernest
 (1482-1552), margrabia Baden-Durlach (1515-1553)
       │                                           X(1) 
Elżbieta Brandeburg-Ansbach
 (1494–1518)
       │                                           X(2) Urszula Rosefled (?-1538)
       │                                           │
       │                                           ├1> Bernard IV (1517-1553), margrabia Baden-Durlach (1552-1553) 
       │                                           │
       │                                           └2> Karol II (1529-1577), margrabia Baden-Durlach (1553-1572)
       │                                               X(1) Kunegunda Brandeburg-Kulmbach (1523-1588)
       │                                               X(2) 
Anna Pfalz-Veldenz
 (1540-1586), regentka Baden-Durlach (1577-1584)
       │                                               │
       │                                               ├2> Ernest-Fryderyk (1560-1604), margrabia Baden-Durlach (1584-1604), margrabia Baden-Baden (1596-1604)
       │                                               │
       │                                               ├2> Jakub III (1562-1590), margrabia Baden-Hachberg (1584-1590) 
       │                                               │   X Elżbieta Culenburg (1567-1620)
       │                                               │   │ 
       │                                               │   └─> Ernest-Jakub, (1590-1591), margrabia Baden-Hachberg (1590-1591)
       │                                               │
       │                                               └2>Jerzy-Fryderyk (1573-1638), margrabia Baden-Durlach (1604-1622)
       │                                                   X(1) Juliana Urszula Salm-Neufville (1572-1614)
       │                                                   X(2) Agata Erbach (1581-1621)
       │                                                   X(3) Elżbieta Stolz (?-1652)
       │                                                   │
       │                                                   └1> Fryderyk V (1594-1659), margrabia Baden-Durlach (1622-1659)
       │                                                       X(1) Barbara Wittemberska (1593-1627)
       │                                                       X(2) Eleonora Salm-Laubach (1605-1633)
       │                                                       X(3) Elżbieta Waldeck-Eisenberg (1608-1643)
       │                                                       │
       │                                                       └1> 
Fryderyk VI
 (1617-1677)), margrabia Baden-Durlach (1659-1677)
       │                                                           X(1) 
Krystyna Magdalena Wittelsbach-Zweibrucken
 (?-1662)
       │                                                           X(2) Joanna Bayer (1636-1699)
       │                                                           │
       │                                                           └1> 
Fryderyk VII
 (1647-1709), margrabia Baden-Durlach (1677-1709)
       │                                                               X Augusta Maria Schleswig-Holstein-Gottorp (1649-1728)
       │                                                               │ 
       │                                                               ├─> Krzysztof (1684-1723)
       │                                                               │   X Maria Krystyna Felicitas Leiningen-Heidesheim (1692-1734)
       │                                                               │   │ 
       │                                                               │   └─> Karol-August (1712-1786), regent Baden-Durlach (1738-1746)
       │                                                               │ 
       │                                                               └─> 
Karol III
 (1679-1738), margrabia Baden-Durlach (1709-1738)
       │                                                                   X 
Magdalena Wilhelmina Wittemberska
 (1677-1742)
       │                                                                   │
       │                                                                   └─> Fryderyk (1703-1732)
       │                                                                       X Anna Szarlotta Nassau-Dietz-Orange (?-1777)
       │                                                                       │
       │                                                                       └─> 
Karol I
 (1728-1811), margrabia Baden-Durlach (1746-1771), książę-elektor Badenii (1803-1806), wielki książę Badenii (1806-1811)
       │                                                                            X(1) Karolina Hesse-Darmstadt (1723-1783)
       │                                                                            X(2) Ludwika Karolina Geyer von Geyersberg (1768-1820)
       │                                                                            │
       │                                                                            ├1> 
Karol-Ludwik
 (1755–1801)
       │                                                                            │   X 
Amelia Hesse-Darmstadt
 (1754-1832)
       │                                                                            │   │
       │                                                                            │   └─> 
Karol II
 (1786-1818), wielki książę Badenii (1811-1818)
       │                                                                            │       X 
Stefania de Beuharnais
 (1789-1860)
       │                                                                            │
       │                                                                            ├1> 
Ludwik I
 (1763-1830), wielki książę Badenii (1818–1830)
       │                                                                            │
       │                                                                            └2> 
Leopold I
 (1790-1852), wielki książę Badenii (1830-1852)
       │                                                                                X 
Zofia Szwedzka
 (1801-1865)
       │                                                                                │
       │                                                                                ├─> 
Ludwik I
I (1824-1858), wielki książę Badenii (1852-1852)
       │                                                                                │
       │                                                                                └─> 
Fryderyk I
 (1826-1907), regent Badenii (1852-1858), wielki książę Badenii (1858-1907)
       │                                                                                    X 
Ludwika Pruska
 (1857-1928)
       │                                                                                    │
       │                                                                                    └─> 
Fryderyk II
 (1857-1928), wielki książę Badenii (1907-1918)
       │                                                                                        X 
Hilda Szarlotta Wilhelmina von Nassau
 1864-1952)
       │
       └─> Henryk I (?-1231), margrabia Baden-Hachberg (1190-1231)
           X Agnieszka Habsburg, regentka Baden-Hachberg (1231-1232)
           │
           └─> Henryk II (?-1297), margrabia Baden-Hachberg (1232-1290)
               X Anna Üsingen-Ketzingen 
               │
               ├─> Henryk III (?-1330), margrabia Baden-Hachberg (1290-1330)
               │   X Agnieszka Hohenburg
               │   │
               │   └─> Henryk IV (?-1369), margrabia Baden-Hachberg (1330-1369)
               │       X Anna Usenberg 
               │       │
               │       ├─> Otton I (?-1386), margrabia Baden-Hachberg (1369-1386)
               │       │
               │       ├─> Jan (?-1409), margrabia Baden-Hachberg (1386-1409)
               │       │
               │       └─> Hesso (?-1410), margrabia Baden-Hachberg (1409-1410)
               │           X(1) Agnieszka Geroldsech (?-1339) 
               │           X(2) Małgorzata Tübingen (?-1399)
               │           │ 
               │           └2> Otton II (?-1418), margrabia Baden-Hachberg (1410-1415)
               │
               └─> Rudolf I (?-1313), margrabia Baden-Sausenberg (1290-1313)
                   X Agnieszka Rötlingen
                   │
                   ├─> Henryk (?-1318), margrabia Baden-Sausenberg (1313-1318)
                   │
                   ├─> Otton (?-1384), margrabia Baden-Sausenberg (1313-1384)
                   │
                   └─> Rudolf II (?-1352), margrabia Baden-Sausenberg (1313-1352)
                       X Katarzyna Tierstein (?-1385)
                       │
                       └─> Rudolf III (1343-1428), margrabia Baden-Sausenberg (1384-1428)
                           X Anna Friburg (1374-?)
                           │
                           └─> Wilhelm (1406-1473), margrabia Baden-Sausenberg (1428-1441)
                               X Elżbieta Montfort-Bregenz (1422-1458)
                               │
                               ├─> Hugo (?-1441), margrabia Baden-Sausenberg (1441-1444)
                               │
                               └─> Rudolf IV (?-1487), margrabia Baden-Sausenberg (1444-1487)
                                   X Małgorzata z Vienne (1422-1458)
                                   │
                                   └─> Filip (1452-1503), margrabia Baden-Sausenberg (1487-1503)
                                       X Maria Sabaudzka (?-1511)
                                       │
                                       └─> Joanna (1485-1543)
```